# Швейцария на «Евровидении-1959»
Швейцария принимала участие в Евровидении 1959, проходившем в Каннах, Франция. На конкурсе её представляла Криста Уильямс с песней «Irgendwoher», выступавшая под номером 8. В этом году страна заняла четвёртое место, получив 14 баллов. Комментаторами конкурса от Швейцарии в этом году стали Теодор Халлер и Джорджс Харди, глашатаем – Борис Акуадро.

## Национальный отбор[3]
| Номер | Артист                     | Песня                                                 | Место |
| ----- | -------------------------- | ----------------------------------------------------- | ----- |
| 1     | Jo Roland                  | «Ein kleines schiff in einer alten branntweinflasche» | —     |
| 2     | Mathé Altéry               | «Marie toi, Marie, Marie toi»                         | —     |
| 3     | Криста Уильямс             | «Irgendwoher»                                         | 1-е   |
| 4     | Jo Roland                  | «Adieu Madeleine»                                     | —     |
| 5     | Криста Уильямс & Jo Roland | «Die spieldose»                                       | —     |
| 6     | Mathé Altéry               | «Fallait pas faire ça»                                | —     |
| 7     | Криста Уильямс             | «Mit küssen fängt die liebe an»                       | —     |
| 8     | Jo Roland                  | «Sire, le roi»                                        | —     |
| 9     | Криста Уильямс & Jo Roland | «Mein kleines lied»                                   | —     |

Национальный отбор состоялся 22 февраля 1959 года в Лозанне. В состав жюри входило три региональных представителя. Победителем стала Криста Уильямс с песней «Irgendwoher», таким образом, став представителем Швейцарии на конкурсе Евровидения.

## Страны, отдавшие баллы Швейцарии
Каждая страна имела жюри в количестве 10 человек, каждый человек мог отдать очко понравившейся песне.
| Отдали Швейцарии… | Отдали Швейцарии… | Отдали Швейцарии… | Отдали Швейцарии…               |
| 5 баллов          | 3 балла           | 2 балла           | 1 балл                          |
| ----------------- | ----------------- | ----------------- | ------------------------------- |
| Великобритания    | Швеция            | Дания             | Монако Германия Австрия Бельгия |

## Страны, получившие баллы от Швейцарии
| 3 балла | Италия, Великобритания            |
| 1 балл  | Франция, Дания, Германия, Австрия |